# Кіноточка
«Кіноточка» — колишній український телеканал, який почав мовлення 6 лютого 2012 року у ефірній цифрі DVB-T2, у другому мультиплексі. 20 жовтня 2014 року «Кіноточка» припинила мовлення і була замінена каналом «Індиго TV».

## Історія
Про появу телеканалу стало відомо ще у 2011 році, коли йшло приймання заявок на вільні місця у цифровій ефірній цифрі (Т2). Кандидатами на цифрові місця від «Медіа Групи Україна» були канали «Україна», «Кіноточка» (нині «Індиго TV»), «НЛО-ТБ», «Новини» та «Спорт» (останні два канали так і не з'явилися).
Мовлення телеканалу розпочалося 6 лютого 2012 року в цифровій етерній мережі Т2, у другому мультиплексі. Мовлення здійснилося також у мережах кабельних провайдерів цифрового й аналогового телебачення.
20 жовтня 2014 року телеканал припинив мовлення. Замість нього почав мовити розважальний телеканал «Індиго TV».